# YTV (chaîne de télévision)
Pour les articles homonymes, voir YTV.
 (juillet 2017).
YTV est une chaîne de télévision jeunesse canadienne anglophone spécialisée de catégorie A destinée aux jeunes lancée le 1er septembre 1988 et appartenant à Corus Entertainment.

## Histoire
YTV Canada Inc. a obtenu une licence auprès du CRTC le 1er décembre 1987. Dans la proposition, les propriétaires majoritaires étaient CUC Limited (25,4 %, qui a été acquis par Shaw Communications en 1995), Rogers Broadcasting Limited (25,4 %), les producteurs canadiens Appletree Television Productions, Inc. (12,2 %), Jon Slan Enterprises Limited (7,3 %), ainsi que d'autres compagnies de production et investisseurs. La chaîne a été lancée le 1er septembre 1988, en même temps que Canal Famille au Québec. À la suite de nombreuses acquisitions et échanges d'actions, Shaw devient l'unique propriétaire en 1995, qui le transfère à Corus Entertainment en 1999.
La chaîne a utilisé de nombreux logos au cours de son existence.
Le 11 janvier 2011, YTV a lancé une version en haute définition.

## Programmation
La programmation de YTV vise les jeunes enfants, les enfants et les adolescents. Elle produit des séries originales et animées et fait aussi l'acquisition de séries américaines, britanniques, et internationale, et a aussi diffusé des vidéoclips. Étant donné que des publicités ne peuvent être diffusées aux enfants, des animateurs remplissent les minutes entre les émissions durant la journée.
YTV est la chaîne principale pour enfants de Corus. Toutes les nouvelles émissions et nouveaux épisodes de la chaîne américaine Nickelodeon sont diffusées sur YTV, avec des rediffusions sur sa chaîne-sœur, la version canadienne de Nickelodeon, 

### Séries originales actuelles

#### Séries télévisées
- Driving Me Crazy (2016–en cours)
- Made Up (2016–en cours)

### Anciennes séries originales

#### Séries télévisées
- 15/A (15/Love) (2004–2006)
- 2030 CE (en) (2002–2003)
- 28:48
- Les Aventures d'Arthur le Dragon (The Adventures of Dudley the Dragon) (1996–1997)
- Les Aventures de Shirley Holmes (The Adventures of Shirley Holmes) (1996–1999)
- Fais-moi peur ! (Are You Afraid of the Dark?) (1991–2000)
- Le Loup-garou du campus (Big Wolf on Campus) (1999–2002)
- Classe Croisière (Breaker High) (1997–1998)
- Dark Oracle (2004–2006)
- Affaires de famille (Family Biz) (2009)
- Frissons (Freaky Stories) (1997–2000)
- Fries with That? (2004)
- Game On (en) (2015–2016)
- Guenièvre Jones (2002)
- Indie à tout prix (How To Be Indie) (2009–2011)
- I Was a Sixth Grade Alien (en) (1999–2001)
- La Vie mouvementée de Tess Foster (Life with Boys) (2011–2013)
- Maniac Mansion (1990–1993)
- Mental Block (en) (2003–2004)
- Mr. Young (2011–2013)
- La Nouvelle Famille Addams (The New Addams Family) (1998–1999)
- Radio Active (en) (1998–2001)
- Ride[2] (2016)
- Entrepreneurs en herbe (Some Assembly Required) (2014–2016)
- The Stanley Dynamic (en) (2015–2017)
- Student Bodies (1997–2000)
- System Crash (en) (1999–2002)
- That's So Weird (en) (2009–2012)
- Les Aventuriers de Smithson High (Unnatural History) (2010)
- Vampire High (2001–2002)
- Mystère Zack (The Zack Files) (2000–2002)

#### Séries animées
- The Adventures of Sam and Max: Freelance Police (1997–1998)
- Tous en slip ! (Almost Naked Animals) (2011–2013)
- The Amazing Adrenalini Brothers (en) (2007)
- Dans la peau de Ian (Being Ian) (2005–2007)
- The Boy (en) (2004–2005)
- Brady's Beasts (en) (2005–200?)
- Capitaine Flamingo (Captain Flamingo) (2006–2008)
- Chuck, fais ton choix ! (Chuck's Choice) (2017)
- Funpak (2005)
- Galidor (en) (2002)
- Glurp Attack (Grossology) (2006–2009)
- Jacob Jacob (Jacob Two Two) (2003–2006)
- Jane and the Dragon (en) (2005–2011)
- Kid vs. Kat (2008–2011) (maintenant sur Teletoon)
- La Ligue des super vilains (League of Super Evil) (2009–2012)
- Mona le vampire (Mona the Vampire) (1999–2003)
- Monster Buster Club (2008–2012) (maintenant sur Teletoon)
- Monster Warriors (2006–2008)
- Nerds and Monsters (en) (2014–2016)
- Les Fous du kung-fu (Numb Chucks) (2014–2016)
- Oh No! It's an Alien Invasion (en) (2013–2015)
- Pound Puppies (en) (2010–2013)
- Rated A for Awesome (en) (2011–2012)
- Eddy Noisette (Scaredy Squirrel) (2011–2013)
- The Screech Owls (en) (2000–2002)
- Franchement bizarre (Seriously Weird) (2002–2003)
- Shadow Raiders (en) (1998–1999)
- Short Circutz (en)
- Super Académie (Sidekick) (2010–2013)
- Les Graffitos (Stickin' Around) (1996–1998)
- Les Faucons de l'orage (Storm Hawks) (2007–2009)
- Twisteria
- Ultimate Book of Spells (en) (2001–2002)
- Watership Down (en) (1999–2001)
- Weird Years (en) (2006–2007)
- Will and Dewitt (2007–2008)
- Xcalibur (2001–2002)
- Yvon of the Yukon (en) (1999–2005)
- Zeke's Pad (en) (2008–2009)
- Zixx (en) (2004–2009)

#### Téléréalité/compétition/variétés
- The Adrenaline Project (en) (2007–2009)
- Cache Craze (en) (2013–2014)
- Game Gurus (en)
- Hit List (en) (1991–2005)
- In Real Life (2009–2011)
- It's Alive! (en) (1993–1997)
- The Next Star (en) (2008–2014)
- Je t'ai eu (Prank Patrol) (2005–2010)
- Splatalot! (en) (2011–2013)
- Qui veut partir ? (Survive This) (2009–2010)
- Uh Oh! (en) (1997–2003)
- Video & Arcade Top 10 (en) (1991–2006)
- Zoink'd (en) (jeu, 2012–2013)

#### Nouvelles/infodivertissement
- The Anti-Gravity Room (en) (années 1990)
- YTV News
- YTV Rocks

## Logos

Premier logo de 1988 à 1989.
Premier logo de 1989 à 1991.
Deuxième logo de 1991 à 1993.
Troisième logo de 1993 à 1994.
Troisième logo de 1994 à 2007.
Quatrième logo de 2007 à 2010.
Quatrième logo de 2010 à 2014
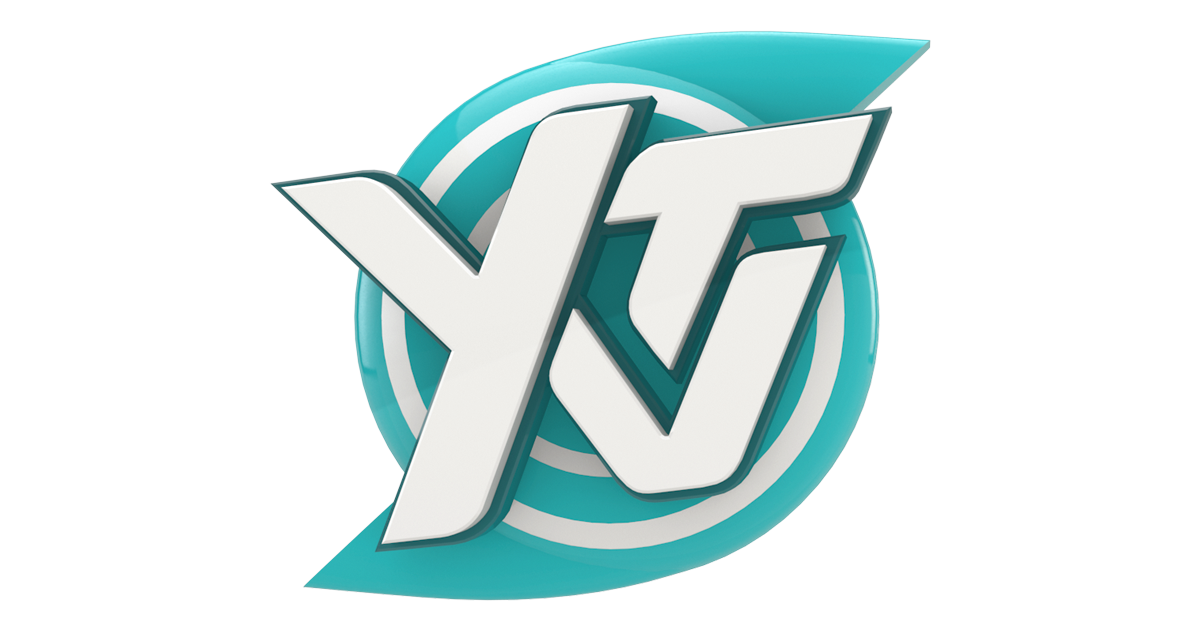
Cinquième logo depuis 2014